# برادفورد
بردفور (به انگلیسی: Bradford) () یک شهر در یورک‌شر غربی است که در ۸٫۶ مایل (۱۳٫۸ کیلومتر) غرب لیدز، و ۱۳ مایل (۲۰٫۹ کیلومتر) شمال غربی ویکفیلد قرار دارد.
این شهر بر اساس آمار ۲۰۱۸ جمعیتی بالغ بر ۵۳۷٬۱۷۳ نفر دارد و چهارمین شهر پرجمعیت انگلستان به‌شمار می‌آید. این شهر بیشترین تعداد مسلمان در کل بخش‌های انگلستان و ولز را بعد از لندن داراست؛ و بنابر تخمینی ۱۰۱٬۹۶۷ نفر از جمعیت این شهر مردم آسیای جنوبی هستند که ۲۰ درصد جمعیت را تشکیل می‌دهد و پیش‌بینی می‌شود این مقدار تا سال 2021 به ۲۸ درصد برسد.
بردفورد یکی از بزرگترین جمعیت‌های مهاجران پاکستانی را در خود جای داده‌است. بسیاری از گروه‌های نسل اول این مهاجران در دهه‌های ۱۹۵۰ و ۱۹۶۰ وارد بریتانیا شدند.
یکی از حوزه‌های انتخابیه این شهر ۵۰ درصد جمعیتش مسلمان هستند.
| دین در شهر برادفورد (۲۰۲۱) | دین در شهر برادفورد (۲۰۲۱) | دین در شهر برادفورد (۲۰۲۱) | دین در شهر برادفورد (۲۰۲۱) | دین در شهر برادفورد (۲۰۲۱) |
| -------------------------- | -------------------------- | -------------------------- | -------------------------- | -------------------------- |
| دین                        | دین                        |                            | درصد                       | درصد                       |
| مسیحی                      | مسیحی                      |                            | ۳۳٫۴٪                      | ۳۳٫۴٪                      |
| مسلمان                     | مسلمان                     |                            | ۳۰٫۵٪                      | ۳۰٫۵٪                      |
| بدون دین                   | بدون دین                   |                            | ۲۸٫۲٪                      | ۲۸٫۲٪                      |
| دین اظهار نشده             | دین اظهار نشده             |                            | ۵٫۵٪                       | ۵٫۵٪                       |
| هندو                       | هندو                       |                            | ۰٫۹٪                       | ۰٫۹٪                       |
| بودایی                     | بودایی                     |                            | ۰٫۲٪                       | ۰٫۲٪                       |
| یهودی                      | یهودی                      |                            | ۰٫۱٪                       | ۰٫۱٪                       |
| دیگر                       | دیگر                       |                            | ۱٫۴٪                       | ۱٫۴٪                       |

بردفورد با تکیه بر صنایع نساجی اش شکل گرفت. بسیاری از پاکستانی‌ها برای کار کردن در همین صنایع به این کشور آمدند؛ ولی این صنایع در سال‌های گذشته دچار افول شده‌است.

## شهرهای خواهر
فهرست شهرهای خواهر آن در اینجا موجود است:
- اسکوپج، جمهوری مقدونیه – از ۱۹۶۳
- روبایکس، فرانسه – از ۱۹۶۹
- ورویرس، بلژیک –از ۱۹۷۰
- مونشن‌گلادباخ، آلمان – از ۱۹۷۱
- هام، آلمان – از ۱۹۷۶
- گالوی، ایرلند – از ۱۹۸۷
- میرپور، پاکستان، پاکستان – از ۱۹۹۹